# Marcel Bigeard

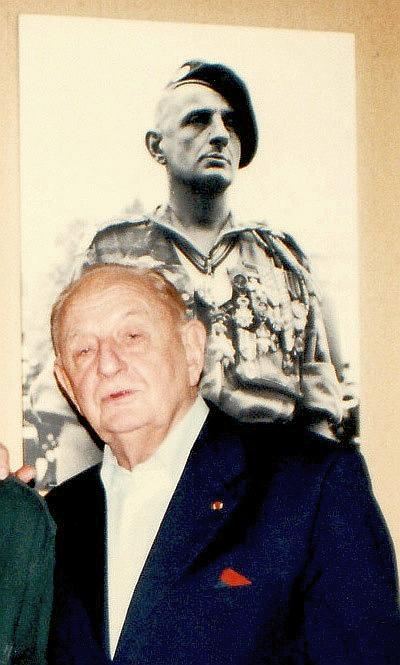
Marcel Bigeard, 1996

Marcel "Bruno" Bigeard (14 tháng 2 năm 1916 ở Toul – 18 tháng 6 năm 2010 ở Toul) là một sĩ quan quân đội Pháp đã chiến đấu trong Thế chiến 2, trong chiến tranh Đông Dương và Algeria.
Ông là một trong những chỉ huy trong Trận Điện Biên Phủ và được nhiều người cho là có ảnh hưởng thống trị đối với tư duy chiến tranh 'độc đáo' của Pháp từ thời điểm đó trở đi . Ông là một trong những quân nhân được thưởng huân chương nhiều nhất ở Pháp, và đặc biệt đáng chú ý vì sự thăng tiến của một người lính bình thường vào năm 1936, đến khi kết thúc sự nghiệp vào năm 1976 với vị thế một Trung tướng (Général de corps d'armée).
Một quỹ mang tên ông đã được lập ra ngày 9 tháng 6 năm 2011.

## Thời trẻ
Marcel Bigeard sinh ở Toul , Meurthe-et-Moselle ngày 14/2 /1916, có cha là Charles Bigeard làm công nhân đường sắt, và mẹ là Sophie Bigeard làm nội trợ. Gia đình thuộc tầng lớp lao động của Bigeard rất yêu nước và tin rằng Pháp là quốc gia vĩ đại nhất thế giới. Marcel Bigeard thường tuyên bố niềm tin rằng đáng để chiến đấu vì nước Pháp, xuất phát từ sự giáo dục này .
Ông có một chị gái, Charlotte Bigeard. Năm mười bốn tuổi, ông bỏ học đi làm, trong đó có làm nhân viên trong ngân hàng Société Générale địa phương.
Sau đó Marcel Bigeard đã thực hiện nghĩa vụ quân sự tại Trung đoàn Bộ binh Pháo đài 23 (tiếng Pháp: 23e Régiment d'Infanterie de Forteresse)  đóng ở Haguenau. Tháng 9/1938 ông được miễn nhiệm vụ và nghĩa vụ quân sự với cấp bậc quân nhân dự bị.